# Psellidotus flavicornis
Psellidotus flavicornis är en tvåvingeart som först beskrevs av Olivier 1811.  Psellidotus flavicornis ingår i släktet Psellidotus och familjen vapenflugor. Inga underarter finns listade i Catalogue of Life.